# Two O'Clock Courage
Pour plus de détails, voir Fiche technique et Distribution.
Two O'Clock Courage est un film américain en noir et blanc réalisé par Anthony Mann, sorti en 1945.

## Synopsis
Patty Mitchell, une conductrice de taxi, manque d'écraser un homme dans le brouillard. Celui-ci, amnésique, est-il lié au meurtre du producteur Robert Dilling, qui vient d'être découvert ?

## Fiche technique
- Titre original : Two O'Clock Courage
- Réalisation : Anthony Mann
- Scénario : Robert E. Kent (en), d'après le roman Two O'Clock Courage de Gelett Burgess (en)
- Direction artistique : Albert S. D'Agostino, Lucius O. Croxton
- Décors : Darrell Silvera, William Stevens
- Costumes : Renié
- Photographie : Jack MacKenzie
- Son : Bailey Fesler
- Montage : Philip Martin
- Musique : Roy Webb
- Production : Benjamin Stoloff
- Production exécutive : Sid Rogell
- Société de production : RKO Radio Pictures
- Société de distribution : RKO Radio Pictures
- Pays d’origine : États-Unis
- Langue originale : anglais
- Format : noir et blanc — 35 mm — 1,37:1 — Son : Mono (RCA Sound System)
- Genre : Film dramatique Film policier, Film noir
- Durée : 68 min
- Date de sortie :

États-Unis : avril 1945

## Distribution
- Tom Conway : Ted "Step" Allison
- Ann Rutherford : Patty Mitchell
- Richard Lane : Al Haley
- Lester Matthews : Mark Evans
- Roland Drew : Steve Maitland
- Emory Parnell : Inspecteur Bill Brenner
- Jane Greer : Helen Carter
- Jean Brooks : Barbara Borden
- Almira Sessions : Mme Daniels
- Charles C. Wilson (non crédité) : Rédacteur en chef Brant